# Plaza Mayor de Valderas
La plaza Mayor de Valderas (León, España) es la plaza principal de la localidad y que se encuentra dentro del casco antiguo y dentro de la primera muralla.
Es una plaza porticada (hoy en dos de sus lados), típica plaza de las villas leonesas con mercado. Aquí está situada la iglesia parroquial de Santa María del Azogue, documentada en el año 1144. También está el edificio herreriano de la antigua Casa Consistorial que según la leyenda, se levantó en el solar de una casa ilustre perteneciente a doña María de Zarzas, heroína de la ciudad en tiempos del musulmán Alcama (siglo VIII).

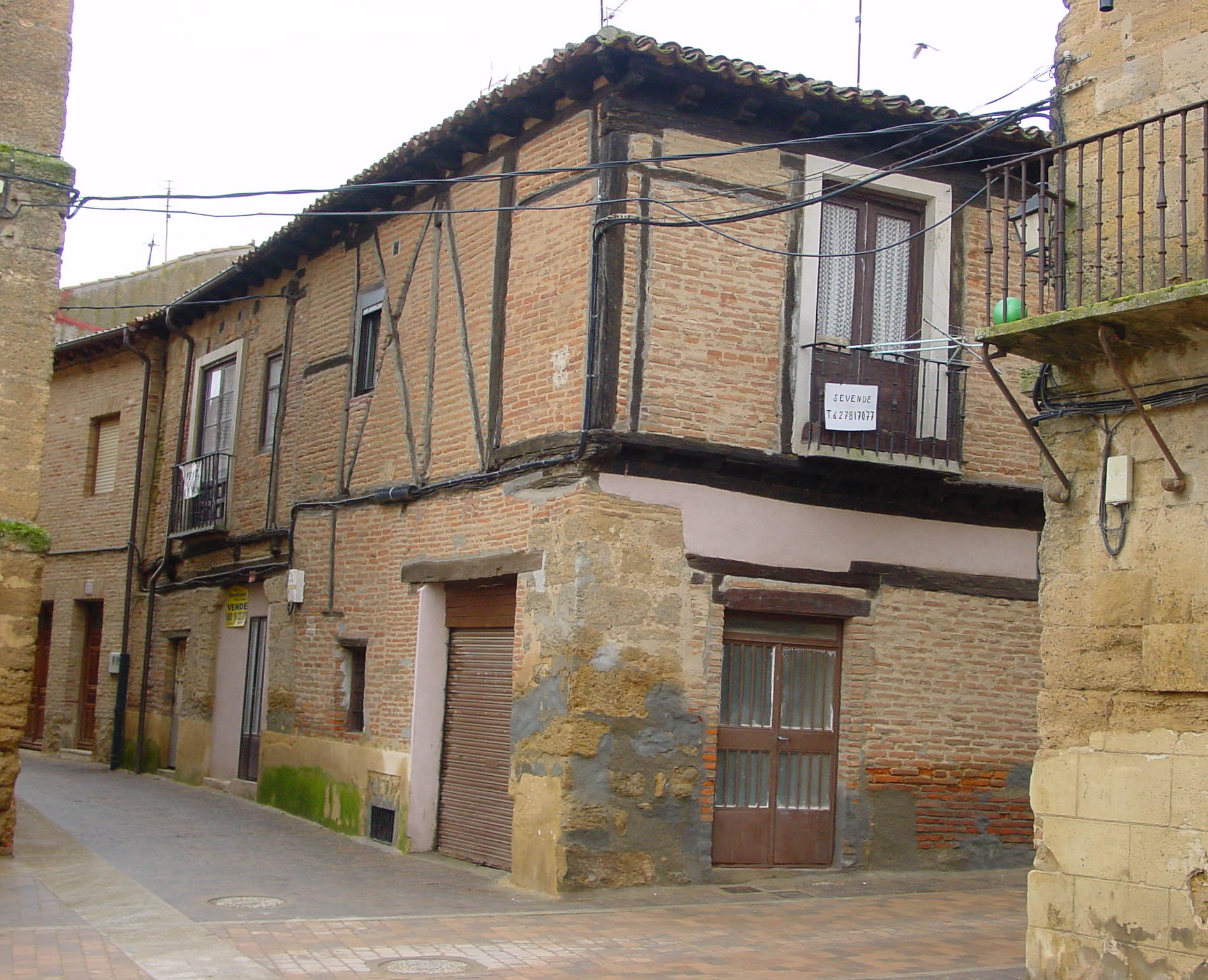
Una de las casas más antiguas de Valderas

Frontera con esta casa y haciendo esquina con Valderrama y Castillos se encuentra una de las casas más antiguas de Valderas. Conserva el alero y las cabeceras de las vigas en forma de voluta. En la fachada tiene vigas al descubierto en forma de equis. En un edificio de construcción reciente se puede ver en el balcón central la placa conmemorativa del ministro Demetrio Alonso Castillo, diputado por León durante el reinado de Alfonso XIII que nació en una casa ubicada en ese lugar.